# Scymnos de Chio
Œuvres principales
- La Périégèse ou Circuit de la terre

Scymnos de Chio (en grec ancien Σκύμνος ὁ Xῖος / Skúmnos o Khíos) est un géographe grec du IIe siècle av. J.-C. Il est l'auteur d'une périégèse en prose (Περιήγησις) en 16 livres, aujourd'hui perdus sauf pour quelques fragments.

## Le pseudo-Scymnos
Il existe une description en vers du monde méditerranéen, daté de la fin du IIe siècle av. J.-C. et écrite pour le roi Nicomède II ou III de Bithynie, que l'on a cru un temps rédigée par Scymnos de Chio, d'où l'attribution à un pseudo-Scymnos anonyme utilisée depuis. On a conservé de ce « Circuit de la terre » (ou Periodos) 747 vers trimètres iambiques et plus de trente fragments. 
Cet itinéraire est considéré « comme témoignage sur les mouvements de colonisation grecque d’époque archaïque vers la Ligurie, la Thrace et le Pont-Euxin — au point de s’être imposé à la critique moderne comme source fondamentale à ce sujet —, mais présente aussi des anachronismes, mêle allusions mythiques et notations chronographiques et, de façon générale, subit l’influence de courants de pensée d’époque alexandrine. »

#### Éditions et traductions
- Les Géographes grecs. Tome I, Introduction générale. Pseudo-Scymnos, Circuit de la terre, éd. et trad. par Didier Marcotte, Paris, 2000 (CUF, 403)  (ISBN 2-251-00487-4) (Compte-rendu par Yves Lafond, dans Revue historique, 624, 4/2002, p. 1070-1071).

##### Anciennes éditions
- Anonyme (vulgairement Scymnus de Chio), dans Extrait des auteurs grecs concernant la géographie et l'histoire des Gaules, trad. par Edmond Cougny et Henri Lebègue, Paris, 1878 (en ligne).
- Karl Müller, Geographi graeci minores, tome 1, Paris, Didot, 1861 (lire en ligne), p. LXXIV-IX, CXLI (introd.) et 196-237 (édition).
- Fragments des poèmes géographiques de Scymnus de Chio et du faux Dicéarque, éd. par Antoine Jean Letronne, Paris, 1840, p. 66-69 (en ligne).

#### Sur les Scymnos
- Benedetto Bravo, La Chronique d'Apollodore et le Pseudo-Skymnos : érudition antiquaire et littérature géographique dans le seconde moitié du IIe siècle av. J.-C., Leuven, Paris, Walpole (Mass.), 2009 (Studia hellenistica, 46)  (ISBN 978-90-429-2145-0).
- Konstantin Boshnakov, Pseudo-Skymnos (Semos von Delos ?) :  Τα αριστερα του Ποντου. Zeugnisse griechischer Schriftsteller über den westlichen Pontosraum,  Stuttgart, 2004 (Palingenesia, 82)  (ISBN 3-515-08393-6) (part. en ligne).
- Aubrey Diller, The tradition of the minor Greek geographers, New York, Lancaster, Oxford, 1952 (Philological monographs, 14) ; Addenda ; repr. Amsterdam, 1986.
- Fr. Gisinger, Skymnos, dans Realencyclopädie der classischen Altertumswissenschaft [Pauly-Wissowa], III, A,1, München, 1927, p. 664-672.
- William Smith (dir.), Dictionary of Greek and Roman Biography and Mythology, 3, Little, Brown & Co., Boston, 1867, p. 761 (en ligne)